# Mirrored
 (mars 2024).
Si vous disposez d'ouvrages ou d'articles de référence ou si vous connaissez des sites web de qualité traitant du thème abordé ici, merci de compléter l'article en donnant les références utiles à sa vérifiabilité et en les liant à la section « Notes et références ».
Mirrored est un album du groupe de math rock américain Battles, sorti en 2007.

## Liste des pistes
1. Race: In – 4:50
2. Atlas – 7:07
3. Ddiamondd – 2:33
4. Tonto – 7:43
5. Leyendecker – 2:48
6. Rainbow – 8:11
7. Bad Trails – 5:18
8. Prismism – 0:52
9. Snare Hangar – 1:58
10. Tij – 7:03
11. Race: Out – 3:29
12. Katoman - 2:08 (titre bonus présent sur l'édition japonaise)